# Узбекистан на зимних Олимпийских играх 2006
Узбекистан принимал участие в Зимних Олимпийских играх 2006 года в Турин (Италия) в четвёртый раз за свою историю, но не завоевал ни одной медали. Сборную страны представляли 4 спортсмена, в том числе 2 женщины. Как и на прошлой Олимпиаде узбекские спортсмены выступали только в горнолыжном спорте и в фигурном катании. Знаменосцем сборной как на открытии, так и на закрытии Олимпиады, стал горнолыжник Кайрат Эрметов.

## Результаты

### Горнолыжный спорт
Мужчины
| Спортсмен      | Дисциплина | 1-й спуск | 2-й спуск | Сумма   | Сумма |
| Спортсмен      | Дисциплина | Время     | Время     | Время   | Место |
| -------------- | ---------- | --------- | --------- | ------- | ----- |
| Кайрат Эрметов | Слалом     | 1:13.19   | 1:07.69   | 2:20.88 | 46    |

### Фигурное катание
| Спортсмен                   | Дисциплина     | Короткая программа | Короткая программа | Произвольная программа | Произвольная программа | Сумма                 | Сумма |
| Спортсмен                   | Дисциплина     | Очки               | Место              | Очки                   | Место                  | Очки                  | Место |
| --------------------------- | -------------- | ------------------ | ------------------ | ---------------------- | ---------------------- | --------------------- | ----- |
| Анастасия Гимазетдинова     | женщины        | 38.44              | 29                 | завершила выступления  | завершила выступления  | завершила выступления | 29    |
| Марина Аганина Артём Князев | парное катание | 44.02              | 15                 | 75.53                  | 17                     | 119.55                | 16    |